# Ratibida coahuilensis
Ratibida coahuilensis là một loài thực vật có hoa trong họ Cúc. Loài này được B.L.Turner miêu tả khoa học đầu tiên năm 1988.